# بيلي كيرلي
بيلي كيرلي (بالإنجليزية: Billy Curley)‏ هو لاعب كرة قدم بريطاني، ولد في 20 نوفمبر 1945 في Trimdon ‏ في المملكة المتحدة. لعب مع دارلينجتون إف سى.